# Agusta-Bell AB.102
Agusta-Bell AB.102 – włoski śmigłowiec wielozadaniowy opracowany przez spółkę Agusta. Maszyna wykorzystywała wiele elementów ze śmigłowca Bell 48. Wybudowano tylko cztery egzemplarze.

## Historia
W 1956 roku amerykańska spółka Bell Helicopter dostarczyła jeden śmigłowiec Bell 48 do Włoch. Projektanci Agusty w ramach współpracy z przedsiębiorstwem Bell postanowili przeprojektować i powiększyć kadłub amerykańskiego śmigłowca oraz poprawić jego aerodynamikę. W ten sposób powstał śmigłowiec, który oznaczono początkowo jako A.102. Oblot prototypu A.102 miał miejsce 3 lutego 1959 roku. Śmigłowiec zaprezentowano po raz pierwszy w wojskowym malowaniu na 23. Międzynarodowym Salonie Lotniczym, który odbywał się tego samego roku w Paryżu. Wiropłat przeznaczony był także między innymi na rozwijający się wówczas we Włoszech rynek cywilny. Nazwę maszyny zmieniono na AB.212.
Po zakończeniu wszystkich badań i testów śmigłowca, włoski rejestr lotniczy oraz urząd lotnictwa cywilnego 12 maja 1960 roku dopuścił śmigłowiec do eksploatacji. 18 sierpnia 1960 roku AB.102 został dopuszczony na amerykański rynek przez Federal Aviation Administration. Firma Elivie zakupiła wiosną 1961 roku dwa egzemplarze, których używano do obsługi regularnych połączeń między centrum Turynu a lotniskami w Mediolanie. Wkrótce na rynku pojawiły się śmigłowce z napędem turbowałowym, które oferowały lepsze parametry, co sprawiło, że AB.102 szybko stał się przestarzałą konstrukcją. Wyprodukowano tylko cztery egzemplarze, które zostały zarejestrowane pod numerami: I-AGUT (prototyp), HB-XAY, I-ECIN oraz I-ESEI. Maszyna o numerach HB-XAY została zakupiona przez prywatną spółkę ze Szwajcarii. Miejsce AB.102 zajęła maszyna Bell 204, która była produkowana na licencji przez firmę Agusta jako AB.204. Prototyp A.102 znajduje się w pobliżu Museo Agusta, zaś egzemplarz zarejestrowany jako I-ECIN przechowywany jest w magazynie Muzeum Włoskich Sił Powietrznych w Bracciano.

## Konstrukcja
AB.102 był śmigłowcem pasażerskim produkowanym przez firmę Agusta zarówno na rynek cywilny, jak i wojskowy. Załogę stanowił jeden pilot, zaś w kabinie pasażerskiej mógł przewieźć w zależności od konfiguracji do 9 pasażerów. Fotele w wariancie dziewięcioosobowym ułożone były w układzie 4-4-1. Istniała także możliwość skonfigurowania kabiny do wykonywania zadań SAR – montowano wówczas cztery nosze, miejsca dla personelu medycznego oraz wciągarkę elektryczną. Inna konfiguracja dostosowywała kabinę do transportu ładunków. Dostęp do kabiny pasażerskiej zapewniony był poprzez parę drzwi o wymiarach 135×120 cm po każdej stronie kadłuba. Piloci do kokpitu wchodzili przez własne, niezależne drzwi. Śmigłowiec mógł też transportować do 750 kg ładunku. Podwozie śmigłowca było płozowe, jednak istniała możliwość montażu pływaków.
Układ napędowy wraz z wirnikiem głównym pochodził ze śmigłowca Bell 48. Wirnik główny miał średnicę 14,47 m, zaś śmigło ogonowe 2,59 m. Napęd stanowił silnik gwiazdowy Pratt & Whitney R-1340-S1H4, który generował moc 600 KM. Silnik ten ustawiony był pionowo. Przedział silnikowy został oddzielony od kabiny osłonami przeciwpożarowymi z tytanu. Kadłub miał konstrukcję całkowicie metalową. Dostęp do przedziału napędowego zapewniony był przez parę dużych drzwi serwisowych. W śmigłowcu znajdował się także duży luk ładunkowy, w którym można było pomieścić ładunek o masie do 200 kg. Zbiornik paliwa znajdował się pod podłogą z tyłu kabiny i mieścił 380 litrów paliwa. Instalacja elektryczna składała się z akumulatora o napięciu 24 V, który umieszczono w przedniej części kabiny oraz generatora prądu o natężeniu 50 A. Zewnętrzne gniazdo, służące do ładowania instalacji przed startem zostało umieszczone pod drzwiami pilota.